# Коргиссаари
Коргиссаари (ест. Korgõssaarõ) — село в Естонії, входить до складу волості Міссо, повіту Вирумаа.